# Carciofo violetto di Sant'Erasmo
Il Carciofo Violetto di Sant'Erasmo è un prodotto agricolo incluso tra i presidii di Slow Food e tra i prodotti agroalimentari tradizionali italiani, come richiesto dalla Regione Veneto. 

## Descrizione
Il carciofo violetto di Sant'Erasmo si coltiva in varie località della laguna di Venezia, in particolare sull'omonima isola, ma anche a Mazzorbo, Lio Piccolo e Vignole. Si tratta di un carciofo tenero, carnoso, allungato, spinoso e dalle brattee violette.
Si può consumarlo crudo (la castraùra, marchio registrato dal Consorzio del carciofo violetto di Sant’Erasmo è il primo germoglio, è particolarmente apprezzata dal punto di vista gastronomico), oppure fritto in pastella, alla greca, rosolato e servito freddo con limone, maritato con le schie e in numerosi altri modi.
Ogni anno, generalmente la seconda domenica di maggio, il Consorzio Carciofo Violetto di Sant'Erasmo organizza in isola una sagra in suo onore, dove è possibile degustare pietanze a base di carciofo, bere vino locale e comprare ottimi prodotti naturali all'agrimercato, allestito per l'occasione.